# Patricia Anne Wolseley
Patricia Anne Wolseley (1938 ) es una botánica, micóloga, y liquenóloga inglesa; que identificó y clasificó especies de fungi. Estudió a Somerville College en Oxford.
Desarrolla actividades académicas en el Museo de historia natural de Londres.

## Algunas publicaciones

### Libros
- pier luigi Nimis, christoph Scheidegger (eds.) patricia a. Wolseley. 2002. Monitoring with Lichens - Monitoring Lichens. Vol. 7 NATO sci. series: Earth and environmental sci. IV. Ed. ilustr. de Springer, 408 pp. ISBN 1402004303, ISBN 9781402004308

- sylvia m. Haslam, charles a. Sinker, patricia a. Wolseley. 1995. British Water Plants: An Illustrated Key Based on the Vegetative Features of Vascular Plants Growing in Fresh Water, with Notes on Their Ecological and Geographical Distribution Environmental understanding for all. Reimpreso de FSC Publ. 109 pp.

- patricia a. Wolseley. 1982. Waterways and Water Life of Great Britain. Fotos de Heather Angel. Ed. ilustr. de Peerage Books, 192 pp. ISBN 1850520550, ISBN 9781850520559

- -------------------------. 1979. A field key to the flowering plants of Iceland. Ed. Thule Press, 64 pp. ISBN 0906191424, ISBN 9780906191422

- sylvia mary Haslam, peter d. Sell, patricia a. Wolseley. 1977. A flora of the Maltese Islands. Ed. Malta Univ. Press. 560 pp.

- -----------------------, patricia a. Wolseley, charles a. Sinker. 1975. British Water Plants. 109 pp.
- La abreviatura «Wolseley» se emplea para indicar a Patricia Anne Wolseley como autoridad en la descripción y clasificación científica de los vegetales.[1]